# Ą
Ą (lille bogstav: ą) er et bogstav på polsk, kasjubisk, litauisk, navajo, vestapache, chiricahua, hocąk, mescalero, gwich'in, tutchone og elvdalsk. Bogstavet består af et A med en ogonek.

## Polsk
På polsk og kasjubisk kommer ą som det andet bogstav i alfabetet efter a. Bogstavet forekommer aldrig som det første bogstav i et ord. Førhen blev bogstavet på polsk udtalt som et nasalt A, men udtales normalt som et nasalt O nu til dags. De mest almindelige udtaler er /ɔw̃/, /ɔn/ og /ɔm/.

## Litauisk
Nu til dags optræder ą på litauisk ikke som en nasal lyd, men som en lang vokal. Det er det andet bogstav i det litauiske alfabet og kaldes a nosinė, der betyder nasalt a. Bogstavet bliver ofte brugt i slutningen af ord for at danne en akkusativ konstruktion.

## Øvrige sprog
På de ovennævnte amerikanske sprog, samt på elvdalsk, udtales Ą nasalt.